# Newton (Australia)
Newton è un piccolo sobborgo di Adelaide, abitato soprattutto dalla classe media, situato nell'Australia Meridionale, a nord-est dal centro della città, ai piedi delle colline cittadine. L'area si caratterizza per una significativa popolazione di origine italiana. A Newton sono presenti le scuole pubbliche della Thorndon Park Primary School e Charles Campbell Secondary School e la scuola privata St. Francis Of Assisi School. 